# T-s diagram

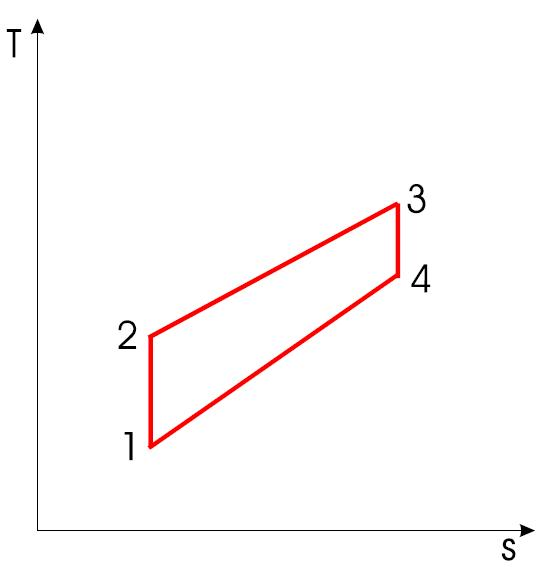
Zobrazení ideálního Dieselova cyklu v T-s diagramu:
– křivka 2-3 je izochora,
– křivka 1-4 izobara

Nevratnost v T-s diagramu:
– plná čára ideální vratný proces,
– přerušovaná čára – nevratný proces (reálný)

T-s diagram, diagram teplota-měrná entropie, zjednodušeně (a nepřesně) diagram teplota – entropie, tepelný diagram, entropický diagram je stavový diagram, v němž se zobrazuje závislost teploty na měrné entropii. Na vodorovnou osu se vynáší měrná entropie (J.K−1.kg−1) na svislou osu teplota (K). Diagram má využití při analýze termodynamických dějů podle druhého termodynamického zákona.

## Čáry v T-s diagramu pro oblast plynu
Spojité čáry v T-s diagramu zobrazují různé termodynamické děje nebo jejich postupnost pomocí kterých se plyn dostane z jednoho stavu do druhého. Základní vratné termodynamické děje pro Ideální plyn mají v diagramu charakteristický průběh čar:
- izoterma – čára je rovnoběžná s vodorovnou osou
- adiabata – čára je rovnoběžná se svislou osou
- polytropa – šikmá úsečka spojující body počátečního a konečného stavu děje
- izobara – exponenciální křivka, jejíž subtangenta určuje hodnotu měrné tepelné kapacity při konstantním tlaku
- izochora – exponenciální křivka, jejíž subtangenta určuje hodnotu měrné tepelné kapacity při konstantním objemu

Ze vztahu měrných tepelných kapacit vyplývá, že izochora bude v diagramu stoupat vždy strměji jako izobara (viz úvodní obrázek).

### Zobrazení nevratných procesů
Výše popsané průběhy čar platí pro idealizované vratné procesy. V případě přítomnosti nevratnosti v procese, co se děje při všech technických aplikacích, dochází během procesu k vzrůstu entropie v souladu s Clausiusovou nerovností. To má za následek posun konečného stavu směrem doprava (viz druhý obrázek).

## T-s diagram pro oblast kapalin a par
Oblast kapalin a par, tj. oblast pod kritickou teplotou má význam při zkoumání a analýzách parních strojů, parních turbín, nebo chladicích zařízení s parním cyklem. Do diagramu se zakresluje i křivka syté kapaliny a křivka syté páry, které se spojují v kritickém bode. V oblasti mokré páry se často zakreslují i čáry konstantní suchosti páry. Diagram začíná v trojném bode při teplotě 0 °C, ze kterého vychází křivka syté kapaliny. Je dohodnuté že v tomto bode má i entropie (měrná entropie) nulovou hodnotu.
Diagram má čtyři charakteristické oblasti:
1. oblast kapaliny – nalevo od křivky syté kapaliny
2. oblast vlhké páry – mezi křivkami syté kapaliny a syté páry pod kritickým bodům (ve zvonovité části diagramu)
3. oblast přehřáté páry – napravo od křivky syté páry
4. oblast plynu – nad kritickým bodům

### Čáry v T-s diagramu pro oblast kapalin a par

T-s diagram pro vodu/vodní páru

Průběh čar při jednotlivých základních dějích se mění, v závislosti od oblasti, přes kterou děj probíhá:
- izoterma – čára je rovnoběžná s vodorovnou osou ve všech oblastech
- adiabata – čára je rovnoběžná se svislou osou ve všech oblastech
- izobara:
  - v oblasti kapaliny – křivka s průběhům velmi blízko při křivce syté kapaliny zleva, odchylky narůstají s tlakem
  - v oblasti mokré páry – rovnoběžná s vodorovnou osou
  - v oblasti přehřáté páry – exponenciální křivka, jejíž subtangenta určuje hodnotu měrné tepelné kapacity při konstantním tlaku
- izochora:
  - v oblasti mokré páry – křivka vycházející z počátku diagramu odklánějící se od čáry syté kapaliny doprava
  - v oblasti přehřáté páry – exponenciální křivka, jejíž subtangenta určuje hodnotu měrné tepelné kapacity při konstantním objemu

## Plochy v T-s diagramu

Porovnání bodů a ploch Carnotova cyklu zobrazeného v p-v a T-s diagramu

Plošný obsah plochy pod křivkou v T-s diagramu je úměrný měrnému teplu přenesenému při ději reprezentovaném danou křivkou. To vyplývá ze vztahu pro entropii:
{\displaystyle q_{ir}=\int _{1}^{2}T\,\mathrm {d} s}
kde
{\displaystyle q_{ir}} je celkové měrné teplo přenesené během vnitřně vratného procesu (J.kg−1J)
{\displaystyle T} je funkce průběhu teploty (K)
{\displaystyle \mathrm {d} s} je diferenciál měrné entropie (J.K−1.kg−1)

## Carnotův cyklus v T-s diagramu
Zobrazení Carnotova cyklu v T-s diagramu dává vizuálně jasný důkaz, proč je účinnost Carnotova cyklu největší v porovnaní s jakýmkoliv cyklem realizovanými mezi dvěma výměníky tepla se zadanými teplotami. Plocha Carnotova cyklu (obdélník – viz obrázek) je maximální, která se dá mezi dvěma teplotami v diagramu vymezit a tedy rozdíl mezi přivedeným a odvedeným teplem při daných teplotách je také maximální.